# Ben Dolic
Ben Dolic, właśc. Benjamin Dolić (ur. 4 maja 1997 w Lublanie) – słoweński piosenkarz.

## Życiorys
Gdy miał 12 lat, wystąpił w pierwszej edycji programu Slovenija ima talent i dotarł do półfinału. W 2015 wraz z rodziną przeniósł się do Szwajcarii, gdzie nauczył się języka niemieckiego. W 2016 jako członek grupy D Base, brał udział w słoweńskich eliminacjach do 61. Konkursu Piosenki Eurowizji. Dwa lata później przeprowadził się do Berlina i wziął udział w The Voice of Germany, docierając do finału. W 2020 miał reprezentować Niemcy z piosenką „Violent Thing” w 65. Konkursie Piosenki Eurowizji w Rotterdamie, jednak konkurs odwołano z powodu pandemii COVID-19. W tym samym roku wystąpił w projekcie Eurovision Home Concerts. 